# Isfaroptera yujiagouensis
Isfaroptera yujiagouensis  (лат.) — ископаемый вид прямокрылых насекомых рода Isfaroptera из семейства Haglidae. Обнаружен в юрских отложениях Китая (Yujiagou, г. Бэйпяо, провинция Ляонин, collection Lby/y3, Haifanggou Formation, около 160 млн лет). 
Вид Isfaroptera yujiagouensis был впервые описан в 1983 году китайским палеоэнтомологом И. Хуном (Hong Y. C., Китай) вместе с таксонами Anthocoleus hebeiensis, Beipiaocarabus oblonga, Hebeianaxyela clavicornuta, Sinocephus haifanggouensis, Sinocoris oblonga, Sinonitidulina longa и другими новыми ископаемыми видами. Таксон Isfaroptera yujiagouensis включён в состав рода Isfaroptera Martynov 1937 вместе с видом Isfaroptera grylliformis.